# قصة الملك سيف التيجان (ملحمة عربية)

## ملخّص «قصة الملك سيف التيجان»
«قصة الملك سيف التيجان»، سيرة شعبية عربية، تبدأ بحديث عن عبد الملك بن مروان يضعها في إطار تاريخي، ثم لا يلبث ذلك الإطار أن يتلاشى حين تبدأ القصة في بلاط الملك شرحبيل صاحب بلاد «الباسقات»، وقد جمع وزراءه وأعيان مملكته، يطلب منهم أن يقترحوا عليه فتاة جميلة يتزوّجها، أملا في وريث للعرش، فيقترح عليه «ليث القصور» أميرة حسناء تدعى «صاعقة الحروب»، ولا يلبث الملك شرحبيل كثيرا حتى يرسل في خطبتها، ويتمّ الزواج، ويرزق الوالدان الملكان صبيا يُسمى «سيف التيجان».
وما إن يكمل المولودُ عاما، حتى يرى الملك شرحبيل في المنام كأن نارا خرجتْ منه، فطار منها شرائر كالأعمدة الطّوال، ثم تجمّعت تلك الشّرائر، فصارت نارا عظيمة، وانقسمت نصفين، فزحف نصف على الشرق ونصف على الغرب وأحرقا كل ما صادفهما، ثم طلعت الشمس من مشرقها فأحرقت كل نبات.
أفاق الملك شرحبيل مذعورا من نومه، فاستدعى الكهنة والمنجّمين ليعرض عليهم الرؤيا، فأجمعوا على أنه يأتي بمولود يكون خراب الأرض على يديه، ويعبد الأوثان إلى أن يبعث الله من يهلكه؛ فخاف شرحبيل خوفا عظيما، وفضّل دينه على دنياه، فأمر بقتل ابنه سيف التيجان، والجارية التي ترضعه، فيخرج بها الجنود مع الرضيع ليقتلوهما، فتتوسل إليهم كي يتركوها وشأنها، فيرأفوا لحالها، ويتركوها شرط أن لا تعود إلى مدينة «الباسقات».
وتشاء الأقدار أن يكون «عاصم النجا بن رافع» في رحلة صيد، فيعثر على الصبي والجارية في مغارة، فيتكفّل بالوليد ومرضعته، ويطلق عليه اسم «عامر الفلا»، ويربيه أحسن تربية، إلى أن يبلغ السّادسة عشرة، فيشترك في معركة للدفاع عن أرض «الباسقات» التي هاجمها سيف الصورام.
ويُظهر «عامر الفلا» من الشجاعة ما يبهر الجميع، وينقذ الملك شرحبيل والملكة صاعقة الحروب من الأسر، فينضم إليه الجيش الغازي، ويسلم «سيف الصورام» وابنه «حسام الملك» ويحسن إسلامهما، ثم يكتشف شرحبيل أن الجنود الذين كلّفهم بقتل ابنه، لم يقتلوه، ويعرف بأن «عامر الفلا» ليس غير ابنه سيف التيجان، فيحمد الله ويثني عليه، ويجعل سيف التيجان خليفة له على عرش «الباسقات»، ويكون هذا إيذانا لفتوحات كبرى يقودها الملك الشاب عبر مختلف الممالك، بدافع النجدة وصون الأعراض والانتصار للمسلمين، ويمرّ بأهوال عظيمة في كل محطة يحلّ بها، حتى يرزق بـ«سعد السعود» من جنيّة يتزوّجها، فيرافقه في الكفاح إلى أن يورّثه العرش.

## مخطوطات السيرة
-   مخطوط ندرومة (تلمسان – الجزائر): حقّقه الدكتور شريف مريبعي – جامعة الجزائر2 نسخة محفوظة 12 نوفمبر 2018 على موقع واي باك مشين. .
-   مخطوط تونس: محفوظ بالمكتبة الوطنية التونسية رقم التّرفيف: A-Mss-01133.
-    مخطوط السعودية: محفوظ بمركز الملك فيصل للبحوث والدراسات الإسلامية المملكة العربية السعودية، مسجل تحت ثلاثة أرقام: الأول: رقم التسلسل: 26920 الفن، رقم الحفظ: 3677-فب؛ الثاني: رقم التسلسل: 26922 الفن، رقم الحفظ: 3678-2 ــ فب، والثالث: رقم التسلسل: 28898، رقم الحفظ: 4765-فب.
-   مخطوط طهران: مسجل في المكتبة الوطنية بالجمهورية الإسلامية الإيرانية تحت رقم الطلب: 30005 ــ 5. والمخطوط غير مرقّم.
-  مخطوطات باريس: تسجل المكتبة الوطنية الفرنسية «قصة الملك سيف التيجان» تحت ثلاثة أرقام: ARABE 3677، ARABE 3678 f. 68/247 وARABE 4765.

## كتب في السيرة
-  ترجم المستشرق الفرنسي نيكولا بيرون (Nicolas Perron) «قصة الملك سيف التيجان» إلى الفرنسية، ونشرها عن دار بينجمان دوبار (Benjamin Dupart) عام 1862. تحت عنوان: Glaive des couronnes.
-   نشر مالكوم كامرون. ليون (Malcolm Cameron Lyons) ملخصات منها مترجمة إلى الإنجليزية، في كتابه: The Arabian epic: Heroic and oral story-telling ، الصادر عن منشورات Univesity of Cambridge Oriental Publications  عام 1995.
-  حققت «قصة الملك سيف التيجان» أول مرة، عام 2011، بعناية من الدكتور شريف مريبعي، ونشرت ضمن كتب احتفالية «تلمسان عاصمة الثقافة الإسلامية».
-   درس الدكتور محمد كاديك، من جامعة الجزائر2 نسخة محفوظة 12 نوفمبر 2018 على موقع واي باك مشين.، الطبيعة الأجناسية لـ«قصة الملك سيف التيجان»، وأثبت  مرجعياتها الملحميّة من خلال، طابعها الشفاهي، وخصائصها النّصية، والمرجعية الوظيفية، ثم عقد مقارنة بين السيرة العربية وأنشودة رولاند الفرنسية.